# Liste der Straßen und Plätze in Flensburg/Q
| Name                | Hintergrund | Koordinate                         | Schild |
| ------------------- | --- | ---------------------------------- | ------ |
| Quakenweg Kvækvej   | Parallel zur Westtangente verlaufende Straße. Das lautmalerische Wort quaken deutet auf Frösche und Enten hin. Am Beginn des Quakenweges verläuft die Marienau entlang. Ein etwas größerer Teich befindet sich bei der dortigen Kleingartenkolonie. 2015 entstand dort in der Nachbarschaft zudem die Rettungswache West. | Lage, Friesischer Berg (PLZ 24941) |        |
| Querstraße Tværgade | Straße die quer rüber durchs Gelände vom Alten Kupfermühlenweg zum Klueser Weg verläuft. | Lage, Nordstadt (PLZ 24939)        |        |

Fußnoten
1. ↑  Flensburger Tageblatt: Flensburg: Rettungswache West bald in Betrieb, vom: 12. Januar 2015, abgerufen am: 20. Februar 2015